# 劉渙 (北宋進士)
刘涣（1000年—1080年），字凝之，号西涧居士，筠州高安（今江西高安市）人，宋朝政治人物。

## 生平
宋仁宗天圣八年（1030年），刘涣与欧阳修同登进士，担任颍上县令。他性格刚直，与上官不协，于是弃官隐居庐山之阳。后来，欧阳修作《庐山高》，赞美刘涣的气节。刘涣与儿子刘恕、孙子刘羲仲被称为高安三刘。

## 家族
- 子：刘恕，官至著作佐郎，《资治通鉴》编者之一
  - 孙：刘羲仲，官至钜鹿县主簿
- 女：刘氏，黄庭坚的叔父户部郎中黄廉之妻